# Terrace Park (Ohio)
Pour les articles homonymes, voir Terrace Park.
Terrace Park est un village américain situé dans le comté de Hamilton, dans l'Ohio. Selon le recensement de 2010, sa population est de 2 251 habitants.